# Cneorane manipurana
Cneorane manipurana es un coleóptero de la familia Chrysomelidae.
Fue descrita científicamente en 1936 por Maulik.